# Leon Zakrajšek
Leon Zakrajšek, slovenski slikar in grafik, * 26. marec 1962, Ljubljana.
Zakrajšek je med letoma 1977 in 1981 obiskoval Srednjo šolo za oblikovanje in fotografijo v Ljubljani, smer grafično oblikovanje, nato je študij nadaljeval na Akademiji za likovno umetnost v Ljubljani od 1982 do 1986. Specializacijo je opravljal v Španiji, in sicer na Centru Internacional de Recerca Grafica-Calella, kasneje pa še kot štipendist japonske vlade na univerzi Tama Art v Tokiu. Dodatno se je med letoma 1997 in 1998 izobraževal v zasebnih ateljejih za grafiko Hanga Kobo-Seya-ku pod mentorstvom Harumija Sonoyame ter pri mojstrih lesoreza Fumiu Kitaoki, Yukiu Rei in Seiku Kawachiju.
Zakrajšek je član Društva slovenskih likovnih umetnikov (DSLU) od leta 1987, član Kamakura Print Collection od leta 1998, selektor in član znanstvenih komitejev v Cremoni, Italija (od leta 2000), v Haifi, Izraelu ter Sofiji, Bolgarija. Je tudi častni član organizacije Tokio Print Association Han 17 v Tokiu na Japonskem ter častni član Likovnega kruga Petrovaradinska Tvrdjava Novi Sad. Poleg naštetega se umetnik ukvarja tudi z organizacijo razstav doma in v tujini.
Slikar ustvarja predvsem v tehnikah sumi, monotipiji, olju na platnu ter različnih mešanih tehnikah.
- Red vzhajajočega Sonca z zlatimi in srebrnimi žarki (2023)[1]

## Nagrade
- 1997:
  - Bunka-cho Fellowship, Tokio, Japonska
- 1996:
  - Cavaliere Del Arte, Sassari, Italija
- 1995:
  - Diploma D'onore 2a Biennale Internazionale d'arte moderna Contemporanea, Europa unita 94/95, Sassari, Italija
  - Distinction Award, 1st International Art Biennale, Malta
  - Sudeto Premio, Grand Premio 100 Nominations, Sassari, Italija
- 1994:
  - Parchemin D'honneur 3e Trienalle Mondiale D'estampes petit format Chamalieres, Francija
- 1990:
  - Odkupna nagrada, 1 st Kochi Triennial Exhibition of Prints, Japonska
- 1986:
  - Grand Prix za grafiko, Ivanjica, Jugoslavija (v Srbiji)